# Kanton Valmont
Der Kanton Valmont war bis 2015 ein französischer Wahlkreis im Arrondissement Le Havre, im Département Seine-Maritime und in der Region Haute-Normandie; sein Hauptort war Valmont, Vertreter im Generalrat des Départements war zuletzt von 1998 bis 2015 Alain Bazille (DVD). 
Der Kanton Valmont war 129,37 km² groß und hatte (2006) 10.340 Einwohner, was einer Bevölkerungsdichte von 80 Einwohnern pro km² entsprach. Er lag im Mittel auf 108 Meter über dem Meeresspiegel, zwischen 0 m in Életot und 134 m in Riville. 

## Gemeinden
Der Kanton bestand aus 22 Gemeinden:
| Gemeinde                 | Einwohner Jahr | Fläche km² | Bevölkerungsdichte | Code INSEE | Postleitzahl |
| ------------------------ | -------------- | ---------- | ------------------ | ---------- | ------------ |
| Ancretteville-sur-Mer    | 188 (2013)     | –          | – Einw./km²        | 76011      | 76540        |
| Angerville-la-Martel     | 941 (2013)     | –          | – Einw./km²        | 76013      | 76540        |
| Colleville               | 758 (2013)     | –          | – Einw./km²        | 76183      | 76400        |
| Contremoulins            | 181 (2013)     | –          | – Einw./km²        | 76187      | 76400        |
| Criquetot-le-Mauconduit  | 181 (2013)     | –          | – Einw./km²        | 76195      | 76540        |
| Écretteville-sur-Mer     | 157 (2013)     | –          | – Einw./km²        | 76226      | 76540        |
| Életot                   | 628 (2013)     | –          | – Einw./km²        | 76232      | 76540        |
| Gerponville              | 391 (2013)     | –          | – Einw./km²        | 76299      | 76540        |
| Limpiville               | 348 (2013)     | –          | – Einw./km²        | 76386      | 76540        |
| Riville                  | 325 (2013)     | –          | – Einw./km²        | 76529      | 76540        |
| Sainte-Hélène-Bondeville | 689 (2013)     | –          | – Einw./km²        | 76587      | 76400        |
| Saint-Pierre-en-Port     | 867 (2013)     | –          | – Einw./km²        | 76637      | 76540        |
| Sassetot-le-Mauconduit   | 1.056 (2013)   | –          | – Einw./km²        | 76663      | 76540        |
| Sorquainville            | 184 (2013)     | –          | – Einw./km²        | 76680      | 76540        |
| Thérouldeville           | 665 (2013)     | –          | – Einw./km²        | 76685      | 76540        |
| Theuville-aux-Maillots   | 521 (2013)     | –          | – Einw./km²        | 76686      | 76540        |
| Thiergeville             | 404 (2013)     | –          | – Einw./km²        | 76688      | 76540        |
| Thiétreville             | 388 (2013)     | –          | – Einw./km²        | 76689      | 76540        |
| Toussaint                | 766 (2013)     | –          | – Einw./km²        | 76708      | 76400        |
| Valmont                  | 926 (2013)     | –          | – Einw./km²        | 76719      | 76540        |
| Vinnemerville            | 218 (2013)     | –          | – Einw./km²        | 76746      | 76540        |
| Ypreville-Biville        | 576 (2013)     | –          | – Einw./km²        | 76755      | 76540        |

## Bevölkerungsentwicklung
| 1962  | 1968  | 1975  | 1982  | 1990  | 1999  | 2006   |
| ----- | ----- | ----- | ----- | ----- | ----- | ------ |
| 8.349 | 8.893 | 8.345 | 9.138 | 9.798 | 9.850 | 10.340 |